# Lev Kuznetsov
Lev Fiodorovich Kuznetsov –en ruso, Лев Фёдорович Кузнецов– (1 de junio de 1930-16 de marzo de 2015) fue un deportista soviético que compitió en esgrima, especialista en la modalidad de sable.
Participó en dos Juegos Olímpicos de Verano en los años 1952 y 1956, obteniendo dos medallas de bronce en Melbourne 1956. Ganó cinco medallas en el Campeonato Mundial de Esgrima entre los años 1955 y 1962.

## Palmarés internacional
| Juegos Olímpicos   | Juegos Olímpicos            | Juegos Olímpicos  | Juegos Olímpicos  |
| Año                | Lugar                       | Medalla           | Prueba            |
| ------------------ | --------------------------- | ----------------- | ----------------- |
| 1956               | Melbourne (Australia)       | Medalla de bronce | Sable individual  |
| 1956               | Melbourne (Australia)       | Medalla de bronce | Sable por equipos |
| Campeonato Mundial |                             |                   |                   |
| Año                | Lugar                       | Medalla           | Prueba            |
| 1955               | Roma (Italia)               | Medalla de bronce | Sable por equipos |
| 1957               | París (Francia)             | Medalla de plata  | Sable por equipos |
| 1958               | Filadelfia (Estados Unidos) | Medalla de plata  | Sable por equipos |
| 1959               | Budapest (Hungría)          | Medalla de bronce | Sable por equipos |
| 1962               | Buenos Aires (Argentina)    | Medalla de bronce | Sable por equipos |